# Andrei Iwanowitsch Golowin
Andrei Iwanowitsch Golowin (russisch Андрей Иванович Головин; * 11. August 1950 in Moskau) ist ein russischer Komponist.

## Leben
Golowin studierte bis 1976 am Moskauer Konservatorium unter anderem Komposition bei Jewgeni Golubew. Bis 1979 blieb er im Rahmen einer Aspirantur bei Golubew am Konservatorium. Schon 1975 hatte er jedoch begonnen, selbst Unterricht zu erteilen. Zunächst lehrte er an der Gnessin-Musikschule, ab 1989 am Gnessin-Institut. Seit 1997 ist er dort Dozent. Zu seinen Schülern zählt Pjotr Klimow. Golowin tritt auch als Pianist und Dirigent eigener Werke auf. Seine Oper „Erste Liebe“ wurde 1998 mit dem Moskau-Preis ausgezeichnet, für seine Filmmusik zu „Über Liebe“ wurde er mit einem weiteren Preis geehrt.

## Stil
Nach einigen ersten Werken, die teilweise den Einfluss Lutosławskis verraten, fand Golowin bald zu einem eigenen Idiom. Dieses knüpft eng an die Tradition russischer Musik seit dem 19. Jahrhundert an. Charakteristisch ist eine eher dunkle, elegische Grundhaltung. Golowins Musik ist sehr ausdrucksstark und steht der Romantik nahe. Die melodische Komponente spielt eine wichtige Rolle. Oft benutzt der Komponist kleine motivische Fragmente, die er zu großen Komplexen weiterentwickelt. Gerade in diesem Zusammenhang lässt sich der Einfluss Boris Tschaikowskis, eines von Golowin sehr geschätzten Komponisten, nachweisen. Golowins Klangfarbenpalette bezieht zuweilen impressionistische Wirkungen mit ein. Seine Musik steht auf klar tonalem Fundament.

## Werke
- Orchesterwerke
  - Sinfonie Nr. 1 „Konzert-Sinfonie“ für Viola, Violoncello und Orchester (1976)
  - Sinfonie Nr. 2 „Konzertante Sinfonie“ für Viola, Klavier und Orchester (1981)
  - Sinfonie Nr. 3 (1986)
  - Sinfonie Nr. 4 für Orchester und gemischten Chor nach Texten der russisch-orthodoxen Messe (1992)
  - „Bambi“, musikalische Bilder nach Felix Saltens Erzählung für Solistenensemble (1980, rev. 1992)
  - 2 Lieder ohne Worte für Solistenensemble (1993)
  - Musik für Streichorchester (1988, Bearbeitung des Streichquartetts)
  - Poem für Violine und Orchester (1979)
  - "Canto d'attesa" für Violine und Orchester (1999)
  - "Ave Maria" nach Bach-Gounod für Violoncello und Streicher (2003)
  - Bühnen- und Filmmusik
- Vokalmusik
  - „Erste Liebe“, Oper nach Turgenew (1996)
  - „Aus 'Sammlung von Myriaden von Blättern'“ nach japanischen Dichtern, Kammerkantate für Mezzosopran, Flöte, Vibraphon und Violoncello (1973)
  - „Einfache Lieder“, Kantate für Mezzosopran, Bass, Klavier und Kammerorchester (1988)
  - „Dämmerung“, 2 Gedichte von Baratynski für Mezzosopran und Klavier (1995)
- Kammermusik
  - Streichquartett (1982)
  - Sonata breve für Viola und Klavier (1979)
  - Elegie für Violoncello solo cis-Moll (1980)
  - 2 Stücke für Flöte und Klavier (1981)
  - 3 Stücke für Horn und Klavier (1983)
  - „Frühlingslied“ für Posaune und Klavier (1993)
- Klaviermusik
  - Klaviersonate (1970)
  - Sonatine für Klavier (1983)
  - „Ferne Vergangenheit“, Klavierstück (1990)
  - weitere kleine Stücke